# Boulevard des Nations-Unies
Le boulevard Nations-Unies est une voie de Nantes, en France.

## Situation et accès
Située dans le centre-ville de Nantes, le boulevard Nations-Unies, qui relie la rue Félix-Éboué à la rue Gaston-Michel, est bitumée et ouverte à la circulation automobile. Elle communique sur son côté sud avec la rue Albert-de-Mun et l'allée de l'Île-Gloriette.

## Origine du nom
Le nom de la voie rend hommage à l'action l'Organisation des Nations unies.

## Historique
Cette artère estt aménagée en 1984 sur le « terre-plein de l'île Gloriette » qui est située à l'ouest de cette île Feydeau et est constituée à la suite des travaux de comblement du point de confluence de deux bras de la Loire : celui « de la Bourse » et celui « de l'Hôpital ». Cette voie a depuis l'origine une fonction d'écoulement du flot de circulation automobile entre le quai de la Fosse et le sud de l'ancienne île Feydeau.
Cette voie porte d'abord le nom de « allée de la Petite Hollande », puis « allée des Nations-Unies » par délibération du conseil municipal du 26 mars 1990 à la suite de la visite, les 11, 12 et 13 mai de cette année-là, de Javier Pérez de Cuéllar, Secrétaire général l'Organisation des Nations unies.
Il faudra attendre une délibération du conseil municipal le 8 octobre 1990, pour que cette artère se voie attribuer le qualificatif de « boulevard ».
L'est du boulevard est traversé par le tracé du tunnel ferroviaire de Chantenay, achevé en 1955. Cette partie de l'ouvrage est une galerie couverte.
En 2016, la municipalité engage un processus de concertation pour le réaménagement de l'esplanade de la Petite-Hollande. En 2018, le cabinet d'architectes et de paysagistes TER, retenu pour mener à bien ce projet, propose de transformer l'esplanade en parc paysager tout en gardant une place susceptible d'accueillir le marché hebdomadaire du samedi matin.